# Пиратские широты (роман)
Пиратские широты (англ. Pirate Latitudes) — приключенческий роман Майкла Крайтона. Книга была впервые напечатана издательством HarperCollins после смерти писателя 24 ноября 2009 года. Это история о пиратстве на острове Ямайка в XVII веке.
Вымышленный корсар по имени Чарльз Хантер, с одобрения губернатора Порт-Ройала, собирается совершить налет на испанский галеон и захватить хранящееся на нём сокровище. В своем обзоре Джонатан Бёрнхэм сказал, что в книге есть «множество деталей о навигации и жизни пиратов, а также параллели с Новым Светом, Карибским морем и Испанией».
Роман вошёл в список бестселлеров по версии Publishers Weekly за 2009 год.

## История создания
Роман был обнаружен на одном из компьютеров Крайтона после его смерти, вместе с незаконченным романом «Микро», который был опубликован в 2011 году.
По словам Джонатана Бёрнхэма, издателя оригинальной книги, роман был написан одновременно с последней работой Крайтона, «Next».
Существует также предположение, что писатель начал работать над произведением в 1970-х годах.

## Сюжет
Ямайка, 1665 год. Капитан Чарльз Хантер, с разрешения губернатора Порт-Ройала, сэра Джеймса Элмонта, собирается напасть на испанский галеон с сокровищами, стоящий на острове Матансерос до отправления в Испанию.
Хантер набирает команду и отправляется в плавание. Во время путешествия на их шлюп Кассандра нападает испанский военный корабль под управлением Касальи, коменданта крепости на Матансеросе, известного испанского командира. Команде Кассандры удается спастись из плена испанцев, и они продолжают свой путь.
Прибыв на Матансерос, каперы захватывают крепость и уводят галеон Эль Тринидад с золотом, а Хантер убивает Касалью в поединке. Через некоторое время в погоню за каперами отправляется Боске, заместитель Касальи. Хантер укрывается в небольшой Обезьяньей Бухте, куда не может зайти испанский корабль. Через несколько дней начинается сильнейший шторм, и военный корабль исчезает.
Пока каперы празднуют победу, в море снова появляется вражеский корабль. Во время битвы корсары попадают в пороховой погреб врага, и корабль взрывается.
Шторм разлучает Эль Тринидад и Кассандру. Когда ураган успокаивается, Хантер находит Эль Тринидад на острове, заселенном людоедами. Корсары спасают из их плена племянницу губернатора. На обратном пути на них нападает кракен, но Чарльз Хантер находит способ его убить.
После долгих испытаний команда Хантера прибывает в Порт-Ройал. Капитан узнает, что губернатор смертельно болен, и его обязанности перешли к бывшему секретарю Хэклетту. Сансон, член команды Хантера французского происхождения, клевещет на Хантера, и капитана отдают под суд. С помощью больного губернатора, его быстро выпускают, и он мстит Сансону, убив его. Перед смертью тот проговаривается, что спрятал половину сокровища, и Хантер никогда уже его не найдет.

## Фильм
Стивен Спилберг заявил о создании киноверсии летом 2009 года. Сценаристом Спилберг нанял Дэвида Кеппа. Продюсерами фильма будут Reliance Anil Dhirubhai Ambani Group и DreamWorks. Это будет третья экранизация романов Крайтона Стивеном Спилбергом (после фильмов Парк Юрского периода и Парк Юрского периода: Затерянный мир).